# 尚思達王
尚 思達王（しょう したつおう、1408年（永楽6年） - 1449年10月29日（正統14年10月13日））は、琉球王国の第一尚氏王統・第4代国王（在位1445年 - 1449年）。第3代琉球国王。神号は君日（きみてぃだ）。冊封正使給事中陳傳、副使行人万祥。
在位中の1447年（正統12年）に奄美大島を征服している。
尚忠王の子。在位5年で死去し、王位は叔父の尚金福王が継いだ。

## 系譜
- 父：尚忠王
- 母：勝連城主の娘
- 妃：浦添城主の娘
  - 子：なし